# Fungicida
Un fungicida és una substància (química o biològica) utilitzada per prevenir inhibir o eliminar els fongs o les seves espores. Els fongs poden causar greus danys especialment en agricultura, per les grans pèrdues en el rendiment, en la qualitat i en l'aprofitament de les collites. Els oomicets, que no són pròpiament fongs, també es combaten amb fungicides.
La majoria del fungicides s'apliquen en forma líquida. El sofre és un ingredient comú en molts fungicides, s'aplica a concentracions d'entre el 0,08% i el 0,5%.
L'agricultura és la principal consumidora de fungicides, segons dades de l'agència per al medi ambient dels Estats Units l'any 2000 la producció mundial de fungicides arribava a unes 250.000 tones i representava el 10% del total de plaguicides darrere d'herbicides i insecticides.
Un altre ús molt freqüent dels fungicides és com a protector de la fusta.
En les afeccions per fongs en la salut humana els productes per combatre'ls s'anomenen més pròpiament antifúngics 

## Evolució en l'ús de fungicides
Les propietats de la pols de sofre com a fungicida eficaç contra les anomenades malures blanques (un dels tipus d'oïdi) ja eren conegudes i utilitzades des del temps de l'imperi romà els quals disposaven del producte amb facilitat donat que Itàlia era i encara és un dels principals productors de sofre del món.
Cap a 1845 l'anorreament del conreu de la patata causat pel fong del míldiu (Phytophthora infestans) a Irlanda causa la fam i emigració de gran part de la població irlandesa i va motivar l'interès per trobar nous productes fungicides, això sovint es va fer de forma empírica i es va provar fins i tot i sense èxit la sal comuna. Finalment es va poder comprovar l'efectivitat del que va ser anomenat brou bordelès basat en una suspensió de Sulfat de coure (II) i calç apagada.
Aquesta va ser una fita cabdal en la història de la protecció de les plantes i més si es té en compte que en aquella època també va ser l'inici del procés actualment encara actiu de l'extensió accelerada de tota mena de malalties i plagues arreu del món.
Els fongs específics de la vinya que produeixen les malalties de l'oïdi i el míldiu entraren a la península Ibèrica per Catalunya els anys 1851 i 1880 respectivament a través de la intensa activitat dels ports catalans.
El progrés de la química va propiciar la introducció de nous productes, encara inorgànics, per al control de fongs i des de finals del segle xix i fins a la fi de la segona guerra mundial els agricultors feien servir compostos arsenicals i mercurials amb acció també insecticida per a fumigar els conreus. Tots aquests productes malgrat que eren molt efectius, eren extremadament tòxics i actualment estan prohibits o estrictament limitat el seu ús.
La tercera generació de fungicides pertany a una química orgànica molt desenvolupada i diversificada. Incorpora ja, a partir de 1970, el caràcter sistèmic, és a dir, la penetració del producte i la seva distribució pels vasos conductors a tota la planta amb la qual cosa s'augmenta en gran manera l'efectivitat del tractament.
L'inconvenient principal de tots aquests nous productes, és per la seva mateixa naturalesa, poden acabar generant una resistència del fong en el cas d'un ús repetit del producte.
Per primera vegada els productes sortien al mercat amb uns controls i una avaluació de la seva perillositat, a llarg termini però s'ha demostrat que les conseqüències en la salut humana no eren ben conegudes i moltes preparacions utilitzades durant anys han estat finalment retirades. L'estudi de danys al medi ambient sobretot pel que fa als compostos químics originats en la degradació del producte comercial van estar en aquesta etapa pràcticament negligits.
Com en altres agroquímics, especialment insecticides i herbicides, els principals perjudicats són els treballadors que apliquen els productes, ja que a banda d'una intoxicació puntual n'hi pot haver una altra de caràcter acumulatiu.
Actualment la recerca s'orienta cap a una nova línia se fungicides basats en els mecanismes de lluita antifúngica presents en la natura com els activadors de la resistència natural de les plantes o resistència sistemàtica activada (SAR) i virtualment absents de perills sanitaris i mediambientals. Això implica la coordinació entre diversos grups de recerca molt especialitzats en diversos camps científics principalment de la bioquímica.
Tot i les grans innovacions el sofre i el coure segueixen utilitzant-se amb caràcter general i en l'agricultura ecològica són junt amb els derivats de plantes, pràcticament els únics permesos

## Forma d'actuar
El sofre actua per evaporació sobre la fulla i són els gasos sulfurosos els que eliminen el fong paràsit.
Els altres fungicides de contacte afecten les estructures del fong en la superfície de la planta solament en la fase de germinació i penetració del fong i necessiten diverses aplicacions al llarg de la campanya.
Els fungicides sistèmics penetren en la planta i es mobilitzen a les dues cares de les fulles i es traslladen normalment cap amunt i no són rentats per la pluja.
En general els fungicides actuen sobre parts del cicle vital dels fongs com la germinació de l'esporangi i les zoospores, el desenvolupament del miceli, etc. o sobre la paret cel·lular.

## Classificació dels fungicides
Inorgànics
- Sofre
- Cal de sofre
- Compostos arsenials
- Compostos mercurials
- Coure en forma d'òxid cuprós, oxiclorur, sulfat..
- Bromur de metil
- Àcid cianhídric

Orgànics:
- Difenoconazol
- Ftalimida
- Ditiocarbamats: Zineb, Maneb, Mancozeb, Thiram
- Fenòlics: Triclorofenols i altres
- Anilino-nitrobenzoids: clortalonil,quintozé
- Compostos heterocíclics del nitrogen: Benomil metil-tiofanat, etc.
- QOI (grup de fungicides que actuen sobre el citocrom cel·lular
- SAR activen la resistència natural de les plantes